# HMAS Wyatt Earp
El HMAS Wyatt Earp (anteriormente conocido como FV Fanefjord, MV Wyatt Earp y HMAS Wongala) fue un buque de motor encargado en la Marina Real Australiana (RAN) de 1939 a 1945 y nuevamente de 1947 a 1948.

## Hundimiento

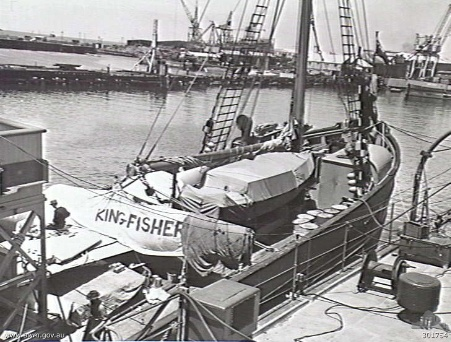
Preparativos para zarpar hacia la Antártida desde Williamstown, Victoria, 19 de diciembre de 1947.

El Wyatt Earp fue vendido a un operador comercial a finales de 1951 y pasó a llamarse Wongala. Un cambio posterior de propietario hizo que se llamara Natone y con este nombre navegó por la costa este de Australia hasta que naufragó en una tormenta cerca de Double Island Point, Queensland, en la noche del 23 al 24 de enero de 1959.